# Placodoma palaestinella
Placodoma palaestinella är en fjärilsart som beskrevs av Hans Rebel 1902. Placodoma palaestinella ingår i släktet Placodoma och familjen säckspinnare. Inga underarter finns listade i Catalogue of Life.